# خولتیتسه (ناحیه پاردوبیتسه)
خولتیتسه (به چکی: Choltice) یک منطقهٔ مسکونی در جمهوری چک است که در ناحیه پاردوبیتسه واقع شده‌است. خولتیتسه ۹۴۲ نفر جمعیت دارد.